# 津山铁路
- 關於此线路的前身，請見「京山铁路」。
- 關於在上海市郊运营的城际铁路，請見「金山铁路」。

津山铁路是中国铁路天津市南仓站途径天津站至山海关站的一段铁路，该铁路的历史可以追溯到清朝时期的津榆铁路，后改名京山铁路，其中北京到天津段与现京沪铁路共线。后因京山压煤改线、京秦铁路改造、京哈铁路重新定义，京山铁路几次变更路线，南仓至山海关段于2006年改称“津山铁路”，现津山铁路起点南仓站，经天津站、唐山站、狼窝铺站、迁安站、抚宁站，终到山海关站。

## 历史

### 清朝时期

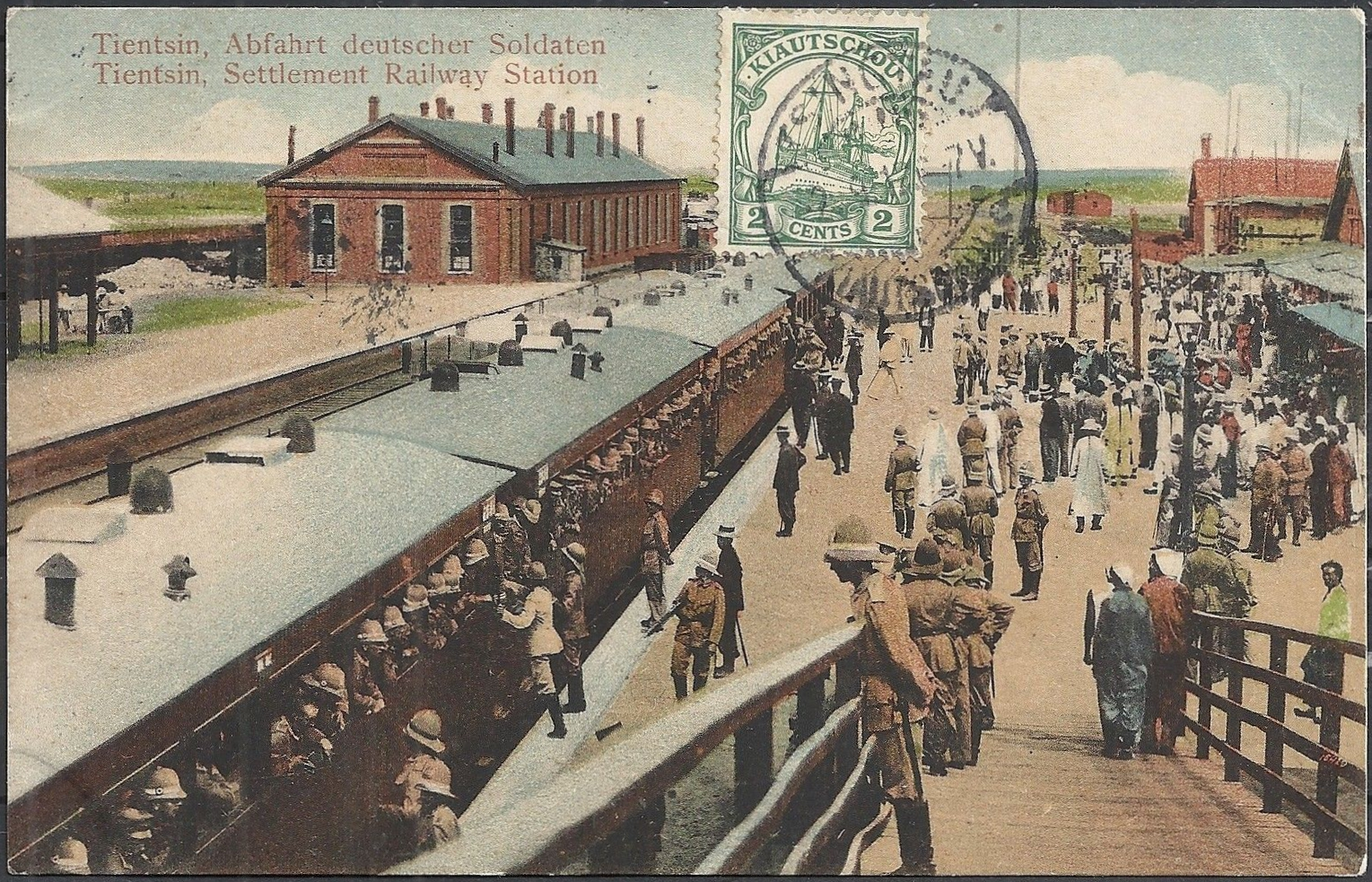
庚子事变期间，老龙头车站内的德国军队列车（明信片）

- 1879年，由于开平煤矿的修建，需要一条廉价、便捷的运输系统将煤矿从唐山运往天津，故开平矿务局申请修建一条铁路进行运输，此方案亦得到了李鸿章的同意，李鸿章为此具奏朝廷，申请修建。但由于清朝部分顽固派官员的反对，该计划没有实施。改为修建一条芦台至胥各庄的运河代替（由于地势原因无法修建至唐山），该运河于1881年3月开通。但因为无法修至唐山，唐山至胥各庄的煤矿运输还未解决。

- 1880年，经李鸿章再次奏请后，清朝政府同意修建一条唐山至胥各庄的铁路系统。该铁路由开平矿务局出资32850两建造，采用标准轨轨距，全场9.67公里，命名为唐胥铁路，是中国第一条自主建造的矿山铁路。该铁路于1881年五月十三日（农历）开始建造，并于十一月八日（农历）通车。此铁路初期使用骡马牵引列车行驶，后改为蒸汽机车行驶。

- 1886年，由于通过唐胥铁路运输在煤矿到达胥各庄后仍需转用运河继续运输，开平铁路局向李鸿章申请延长唐胥铁路，并另设开平铁路公司，以资本运作的方式修建铁路。经李鸿章批准，唐胥铁路延长工程开工。并于当年十一月（农历）铺轨。同时，在当年十一月，田庄至芦台的铁路亦开工修建。

- 1887年四月（农历），唐胥铁路延长线开通，称为唐阎铁路。该铁路长45公里，由开平铁路公司管理。同时，开平铁路局以10万两白银的价格将唐胥铁路售予开平铁路公司。当年，田庄至芦台的铁路亦修筑并开通（这条铁路原计划修至山海关，但因资金不足而作罢，同时因为修筑这条铁路，开平铁路公司改组为中国铁路公司，亦称天津铁路公司或津沽铁路公司），使唐阎铁路不再经过阎庄。

- 1888年三月（农历），唐阎铁路再次延长至塘沽站（塘沽站早期为折返式铁路），并于同年由詹天佑指挥修筑延长至天津。本铁路亦改称唐津铁路（又称津沽铁路），全长130公里。同时，为了运输盐，唐津铁路亦修筑了一条至西沽的支线。

- 1888年，李鸿章为了方便北京于天津之间的交通，致书当时的清朝海军衙门，申请延长唐津铁路至北京的通州并得到清朝朝廷的批准。但因为高级官员的反对而作罢。

- 1889年，塘沽站由折返式铁路改为弯道铁路

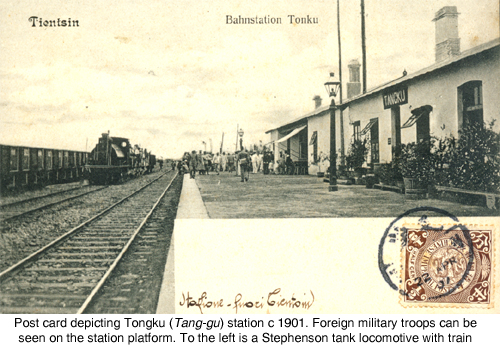
1901年，京山鐵路上的塘沽站

- 1890年，开平矿务局的古冶林西矿即将完工，因为煤矿运输的需要，唐山和古冶之间修筑了一条铁路，并与当时的唐津铁路相连。更名为冶津铁路。同年，日韩合并，俄国亦修建西伯利亚铁路，清朝政府因为国防的需要，计划在中国东北修建铁路（称关东铁路）。李鸿章与英国工程师考察后建议从冶津铁路的终点古冶经山海关至沈阳、吉林修建铁路。此定线方案得到了海军衙门的同意，海军衙门便在第二批勘测考察人员返回后确定线路为山海关-锦州-新民-沈阳-吉林一线并将此方案于三月（农历）由李鸿章上报朝廷。当年三月十三日（农历），该建议得到清朝朝廷批准，清朝朝廷于是于山海关设立北洋官铁路局，开始修建关东铁路。

- 1892年，关东铁路修建至滦县并开工修建滦河大桥。

- 1894年二月（农历），滦河大桥建成。同年，关东铁路修至山海关，天津至山海关铁路改称津榆铁路（因山海关在历史上曾称「榆关」得名）。

- 1895年十月二十日（农历），清朝政府由于甲午战争战败，决定修筑一条从天津至卢沟桥的铁路（称津卢铁路），成立津卢铁路局进行筹备。当年十二月（农历），津卢铁路开工。

- 1896年，原津冶铁路（天津-古冶）收归官办，原中国铁路公司与原北洋官铁路局合并为津榆铁路总局。

- 1897年六月（农历），津卢铁路修至丰台及马家堡，同时，丰台至卢沟桥的铁路亦竣工。同年，因为关外的铁路修建的必要，津榆铁路总局改组为关内外铁路总局，关东铁路修至中后所（今绥中县）。

- 1899年，开平矿务局为了便于煤炭运输，修建了开平至秦皇岛的铁路。

- 1900年，义和团运动爆发，义和团破坏了北京至天津的部分铁路。同年，关东铁路修至大虎山（关东铁路于1911年延伸至沈阳，其中修建历程不再叙述）。

- 1901年二月二十一日（农历），八国联军中的英国军队接管该铁路并将该铁路修复改为单线铁路并延伸至永定门及正阳门，改称京榆铁路（又称京山铁路）。同年一月十七日（农历），八国联军中的俄国军队撤退至关外并带走京山铁路2/5的机车及车辆以及部分设备。

- 1901年9月7日，辛丑条约被签订，清朝政府允许八国联军驻守京山铁路各站。

- 1902年，清朝政府收回关内外铁路管理权，但由于中英之间签订了关内外铁路交还以后章程，英国拥有铁路的实际管理权。

- 1903年，京山铁路开始使用英式路签机，并于1908年全线安装完成。

### 中华民国时期

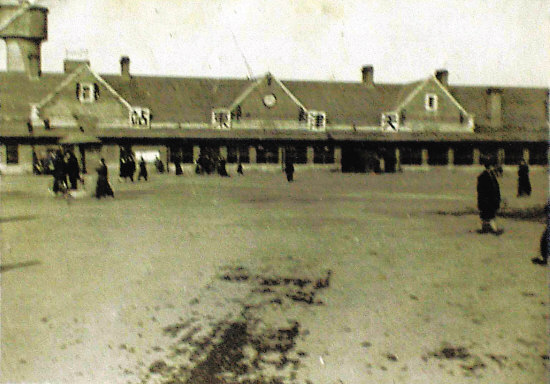
1948年1月的京山铁路天津东站（今天津站）主站房、候车室及站前广场

- 1915年，京奉铁路管理局为满足秦皇岛发展的需要，将北戴河至山海关的铁路移动至秦皇岛。

- 1921年6月，为满足开滦矿务局（由开平矿务局和滦州矿务局合并而成）的需要，京奉铁路管理局开工将山海关至唐山的铁路改建为复线铁路。

- 1925年，山海关至唐山改建完成，开始使用英制乙型连锁闭塞机。当年，滦县至朱各庄也开始使用这种机器。

- 1931年9月18日，中国抗日战争爆发，为防止日本军队占领，国民政府两次下令将山海关至唐山的复线铁路拆除改为单线铁路。

- 1933年5月，日本军队占领山海关及秦皇岛。国民政府在津山铁路塘沽站（现称塘沽南站）签订塘沽协定，将冀东及京山铁路的控制权交予日本军队。

- 1935年，滦河双线桥开工。同年，北京至天津开始使用路签连锁闭塞。

- 1941年，华北交通株式会社修建前门至东便门复线铁路。

- 1942年，日本将塘沽站附近的迂回线拆除，京山铁路不再经过塘沽站而改由改建的塘沽支线经过本站。

- 1943年，滦河双线桥通车。同年，丰台至南仓双线通车。

- 1944年，京山铁路复线区间开始使用日式双信闭塞机。

- 1945年，日本投降，国民政府接管京山铁路，初期此铁路仍可正常运行，但后期由于国共内战的影响，列车无法正常开行，新河至金溪河以及小庄至裴庄之间的双线铁路也改为单线。

- 1948年，由于战争原因，当时的京山铁路被中华民国国军炸毁滦河大桥，金溪河大桥。

- 1949年1月31日，解放军接管京山铁路。

### 中华人民共和国时期

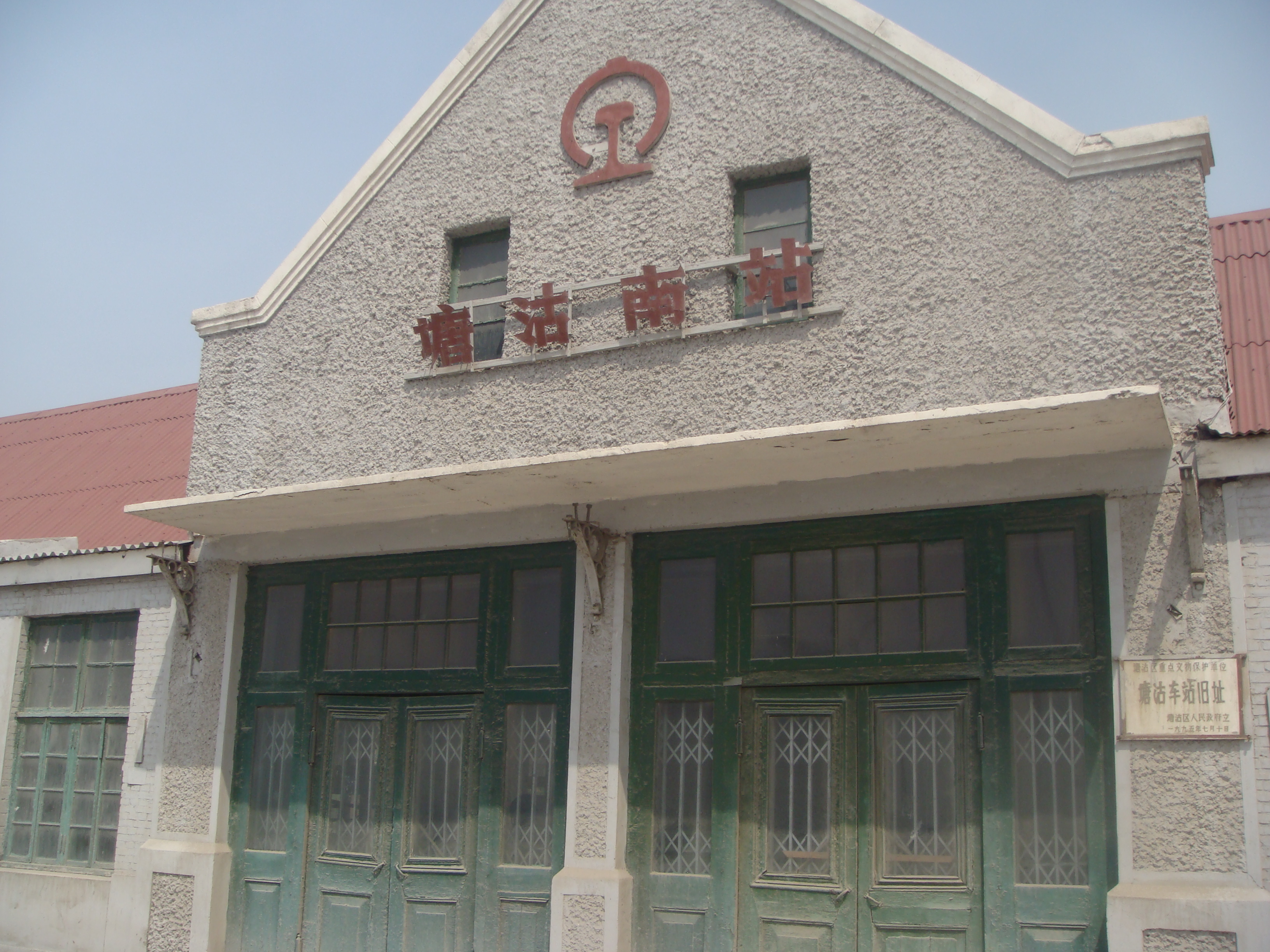
现在的塘沽南站（原塘沽站）

- 1949年2月，由于战争中断的京山铁路抢修通车。当时，由于战争破坏，仅丰台至南仓为复线铁路。

- 1950年3月，天津铁路管理局开始对塘沽至唐山铁路进行复线改造

- 1951年3月，塘沽至唐山铁路复线改造工程通车。同年4月1日开始修建坨子头以东复线工程并于7月1日完工。

- 1953年12月，正阳门至丰台复线完工。

- 1954年3月，滦河大桥及滦县至朱各庄复线工程开工，当年第二季度通车，至此，京山铁路已全部成为一条复线铁路。同年，中华人民共和国铁道部开始在张贵庄至塘沽之间使用用二元二位闭塞机，并于1958年在南仓开始使用。

- 1959年，京山铁路开始在南仓至北京之间使用苏制50赫兹电码交流计数式自动闭塞，至此，京山铁路全线开始使用自动闭塞。

- 1972年至1973年，京山线天津至山海关更换为无缝铁路。

- 1976年，由于京山铁路铁路下有煤矿但因为铁路原因无法开采，中华人民共和国铁道部决定对京山铁路进行压煤改线工程。同年，京山铁路全线开始使用50赫兹电码交流计数式自动闭塞。

- 1979年，京山铁路压煤改线工程设计完成，开始施工。

- 1981年，京山铁路压煤改线工程被中华人民共和国列为缓建工程，停止施工。

- 1983年，中华人民共和国政府决定恢复京山铁路压煤改线工程建设。

- 1985年，京山铁路压煤改线工程恢复建设。[2]改线起点为京山线245.200公里（七道桥），终点为313.000公里（坨子头），改线下行长88.483公里，上行长89.481公里，较原京山线增长20.683公里（下行），七道桥至狼窝铺为新建双线，狼窝铺至坨子头为增建二线，新建双线短设七道桥、丰南县、唐山、杨家口和唐山北五个站。改线开通后，原有京山线改为七滦线，成为货运专线。[3]
- 1994，京山铁路压煤改线正式开通运营。
- 2003年6月，铁道部为配合京秦铁路的改造，将原京山铁路由狼窝铺站经滦县站、昌黎站、北戴河站至秦皇岛站的线路（长约133公里，含15个车站），与原京秦铁路由狼窝铺站经迁安站、卢龙站至秦皇岛站的线路（长约127公里、含10个车站）相互对调。即狼窝铺站至秦皇岛站的线路，京山铁路走北线，京秦铁路走南线[4]:125,158。
- 2006年11月，中華人民共和國鐵道部决定调整京沪、京哈等线的轨道区段。京山线北京至南仓站间线路划入京沪线，而南仓站至山海关站间线路改称“津山铁路”。[5]

## 现状

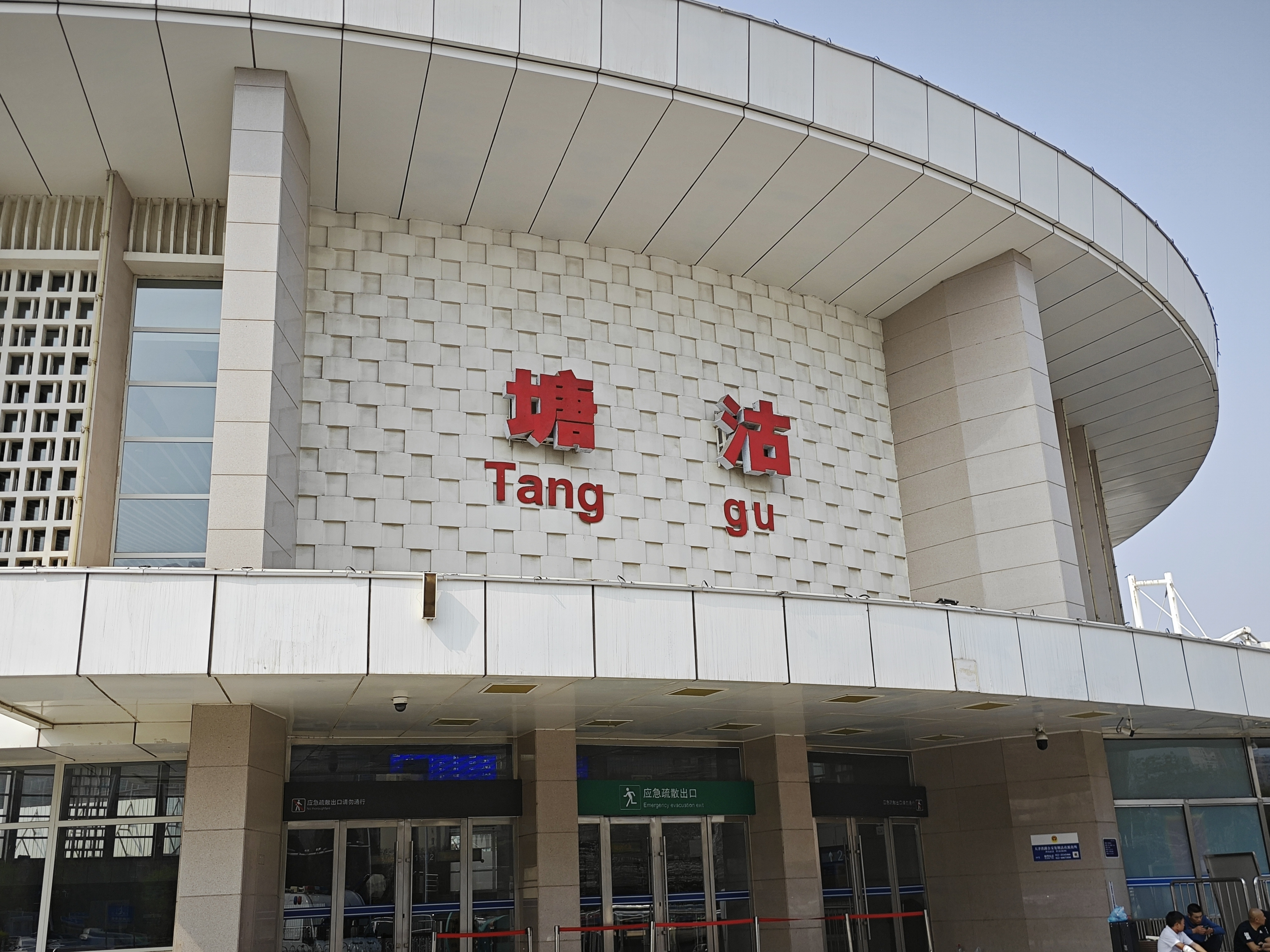
现在的塘沽站

现在津山铁路仍在运营，大部分中国东北前往天津或经由天津转入京沪铁路、京广铁路、津霸铁路、京九铁路的旅客列车仍行走本线，只有极少数列车走京秦铁路，例如Z156/157、Z158/155次列车。根据规划，未来津山铁路天津市区段将只承担客运任务，而货运列车将改走天津北环铁路。

## 事故
- 1961年3月25日，丹东站开往北京站的28次特快列车和2366次货运列车在津山铁路开平站至唐山站之间发生追尾事故，造成18人受伤[8]。
- 1976年7月28日，齐齐哈尔站开往北京站的40次特快旅客列车运行至津山铁路唐坊站至胥各庄站间时，唐山大地震突然来袭，强烈震动和路基变形使正在行驶中的40次列车脱轨，造成一辆行李车颠覆、七辆客车脱轨，所幸没有人员伤亡，车上800多名旅客和47名乘务人员在荒野被困三天之后安全撤离[9]。
- 1976年7月28日，济南站开往哈尔滨站的117次直通旅客列车，在津山铁路北塘站至茶淀站间经历唐山大地震，所幸没有人员伤亡[10][11]。
- 1976年7月28日，锦州铁路局锦州铁路分局山海关机务段的东方红1型内燃机车，双机重联牵引由北京站开往大连站的129次直快旅客列车从北京站正点出发，凌晨3时41分，当列车以93千米/小时的速度运行至京山铁路古冶站前时，火车司机发现车头前方地平线突然出现大面积蓝色闪光，并在夜空中留下三朵蘑菇状烟雾，立即意识到这是地光，判定地震即将来临，随即对列车施行紧急制动，在制动过程中唐山大地震发生，所幸当时车速经过紧急制动已经降至很低，最终列车在一处被地震震断的铁路桥前100米处停了下来，没有造成人员伤亡，这也是129次直快旅客列车继1975年2月4日经历过海城大地震后第二次经历地震[12]。
- 2009年9月30日，中铁大桥局在津秦客运专线邻近津山铁路吊放钢筋笼施工中吊机倾斜导致钢筋笼侵入上行线，与北京铁路局天津机务段的东风4D型0243号机车牵引的阜新站到上海站的1230次列车发生刮碰，事故造成东风4D型0243号机车头部受损,机车乘务员在其前方100米左右采取了紧急停车措施但仍与其相撞，构成铁路一般C类事故[13]。
- 2012年8月3日，北京铁路局天津机务段东风4D型3009号机车牵引的T121次列车运行至津山铁路的龙家营站和山海关站之间时，遭遇泥石流袭击，巨大的山洪将铁路护坡石冲毁后冲向线路将东风4D型3009号机车的油箱砸破造成漏油和机车脱轨，万幸事故没有人员伤亡，5时20分铁路恢复通车[13]。